# Eva di Dreux
Eva di Dreux, in francese Ève (fl. III secolo), fu una martire cristiana, vittima delle prime persecuzioni probabilmente nel III secolo. È venerata come santa dalla Chiesa cattolica, che la festeggia il 6 settembre, ed è patrona della città di Dreux.

## Agiografia e culto
Non si sa pressoché nulla della sua vita. Si trattava probabilmente di una vergine perita durante una delle prime persecuzioni contro i cristiani.
Una cappella dedicata alla santa, risalente al 1653, e una croce più antica posta, secondo la tradizione, sul luogo del martirio, andarono distrutte durante la Rivoluzione francese. Alcune reliquie della santa, in origine conservate nella chiesa di Santo Stefano di Dreux, sono scampate agli iconoclasti durante la Rivoluzione e sono conservate nella cappella del Bambin Gesù dentro la chiesa di San Pietro di Dreux.